# Museo memoriale Lafcadio Hearn
Il Museo memoriale Lafcadio Hearn (小泉八雲記念館?, Kouzumi Yakumo kinenkan) è un museo letterario di Matsue composto dalla casa appartenuta allo scrittore Lafcadio Hearn e da un museo costruitogli a fianco come spazio espositivo.
Hearn ha vissuto nella casa nel periodo in cui ha risieduto a Matsue, dall'agosto del 1890 al novembre del 1891. Nonostante la brevità del soggiorno, l'esperienza si rivelò particolarmente significativa per la carriera di Hearn, e già nel 1933 alla casa venne affiancato un museo modellato sulle fattezze della casa di Goethe a Weimar, poi ricostruito in stile giapponese nel 1984.